# Sûreté ferroviaire
La Sûreté ferroviaire est la police ferroviaire de la SNCF, dont la mission est de protéger, assister et sécuriser tant les voyageurs que le personnel et les biens sur l’ensemble du réseau SNCF. Elle peut également intervenir auprès de tous les autres opérateurs ferroviaires utilisant le réseau ferré français s'ils en font la demande.
Ce service est plus connu sous son appellation traditionnelle de police ferroviaire.
La SUGE (surveillance générale) fait partie de l'entité internationale baptisée COLPOFER (Collaboration des services de police ferroviaire et de sécurité).
Au cours de son histoire, ce service a été connu par différents surnoms : SUGE, Police des chemins de fer, Police du rail, Brigade du Rail, la cinquième, Police ferroviaire, Police SNCF, Police du transport ferroviaire.

## Histoire

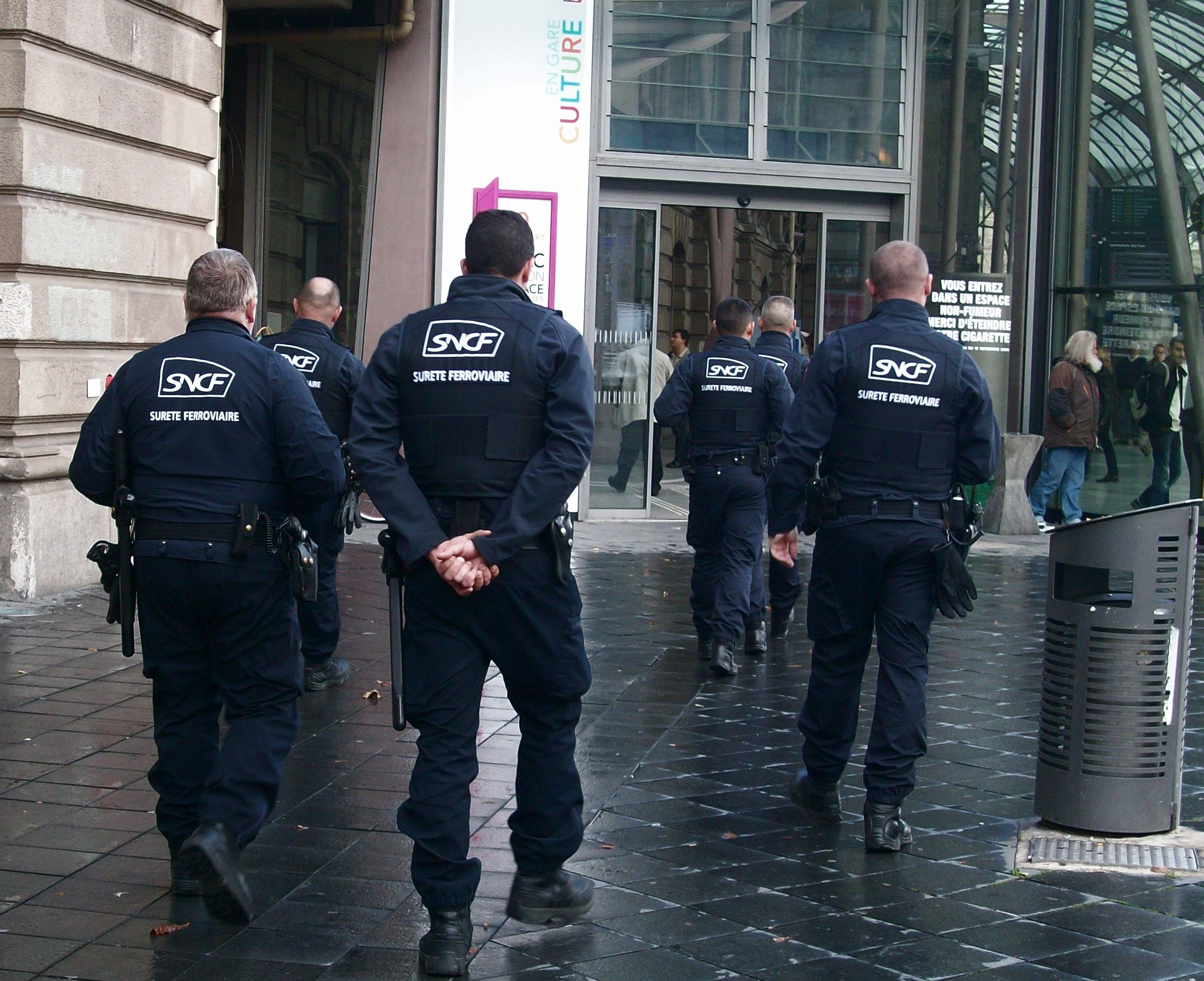
Agents de la sûreté ferroviaire SNCF à Strasbourg.

Dès la création des premières compagnies de chemin de fer, une grande liberté fut laissée par l’État aux compagnies pour gérer les gares avec leurs propres agents.
Comme cela a été inscrit dans les cahiers des charges des compagnies concessionnaires de chemins de fer entre 1836 et 1843 (ex: Cahiers des charges pour l’établissement d’un chemin de fer de Paris à Versailles, ayant son point de départ sur la rive gauche de la Seine. Fait à Paris le 22 mars 1837.
Article 42. Les agents et gardes que la compagnie établira, soit pour opérer la perception des droits, soit pour la surveillance et la police du chemin et des ouvrages qui en dépendent, pourront être assermentés et seront, dans ce cas, assimilés aux gardes champêtres.)
Par la suite, la législation sur la police des chemins de fer fit son apparition avec la loi du 15 juillet 1845. Loi complétée par l'ordonnance royale du 15 novembre 1846 qui est le texte fondateur de la surveillance policière dans les gares jusqu'à nos jours (il fut modifié par le décret du 1er mars 1901, portant règlement d'administration publique sur la police, la sûreté et l'exploitation des chemins de fer et remplacé par décret du 11 novembre 1917 portant règlement d'administration publique sur la Police, la sûreté et l'exploitation des Voies ferrées d'Intérêt général et d'Intérêt local. Ces textes sont les ancêtres du décret du 22 mars 1942).
C'est dans cette ordonnance à l'article 73 que l'on peut lire : « Tout agent employé sur les Chemins de fer sera revêtu d'un uniforme ou porteur d'un signe distinctif ; les cantonniers, gardes-barrières et surveillants pourront être armés d'un sabre. »
Grâce à ces textes, les compagnies avaient obtenu la reconnaissance d’une police privée laissée aux soins de ses agents, que ceux-ci soient chefs de gare, gardes-barrières, surveillants ou gardiens de dépôts.
Durant le XIXe siècle, les compagnies de chemins de fer, contestèrent vivement la surveillance des gares mise en place par la police officielle.

« [...] Cette dernière appliquait surtout une stratégie de garde statique (planton), réalisée par des policiers, avec un faible niveau, le plus souvent recrutés sans concours car issu de l'armée (en fin de service) et formés sur le tas. Les compagnies avaient en effet une tout autre conception de la police des gares, plus efficace selon elles, qu’elles opposaient aux pratiques policières classiques, débordées par la modernité du chemin de fer. Leur modèle passait par la sélection d’agents compétents, ayant une forte capacité d’initiative pour faire face à l’aléa ; des agents fortement mobiles ou dispersés, arpentant la gare en tous sens, capables d’intervenir sur le champ et surveillés par des ingénieurs opérant des rondes périodiques dans l’espace des gares. [...] »

En application de cette vision les compagnies créèrent, au début du XXe siècle, leurs différents services de surveillance policière de leur réseau. Services qui prirent leur essor durant la période de la Première Guerre mondiale, qui vit une explosion du nombre de vols de marchandises confiées aux compagnies de chemins de fer.
Et c'est lors de la création de la SNCF en 1937, après la nationalisation des grands réseaux de chemins de fer, que la SNCF absorba en son sein les différents services chargés de la découverte et de la répression des vols des anciennes compagnies de Chemins de Fer, notamment :
- service de Surveillance Générale des chemins de fer d'Alsace-Lorraine 1936-1939 ;

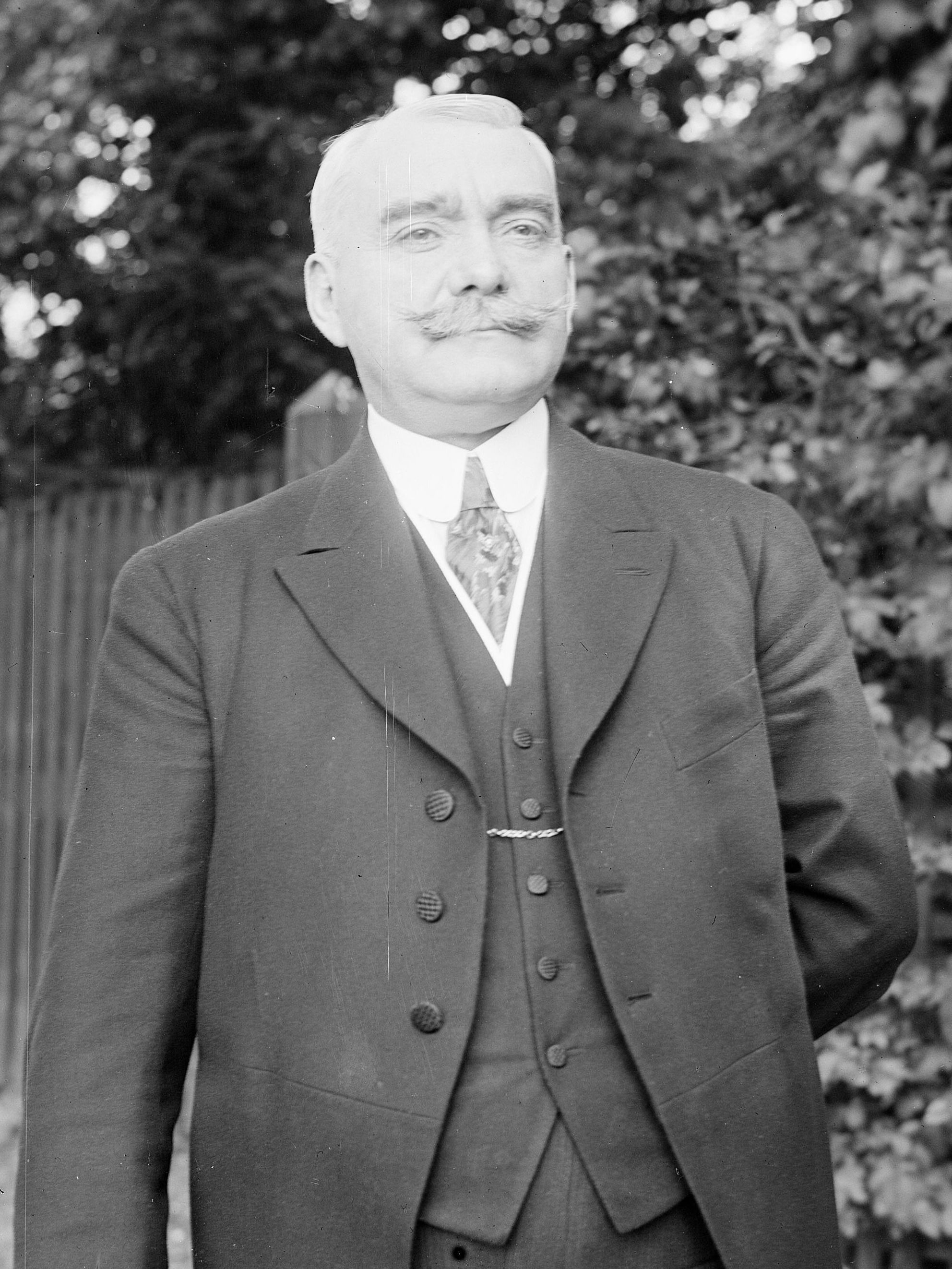
Le commissaire de Police M. Oudaille, créateur de la police générale des chemins de fer de l'État (plus vieil ancêtre de la Surveillance générale SNCF)

- police générale des chemins de fer de l’État 1914-1932 qui intervenait sur les réseaux de l’État. Elle avait pour mission d'enquêter et de surveiller les marchandises dans les gares parisiennes, puis dès 1916 dans toutes les gares du réseau de l'État grâce à une « brigade volante ». Par sa création (1er mars 1914) ce service peut être considéré comme l'ancêtre de tous les autres. Ce service fut dissout en octobre 1932 à la suite du décès du commissaire Oudaille qui était le créateur et le directeur de ce service. Il fut remplacé par le Service de surveillance des chemins de fer de l’État ;

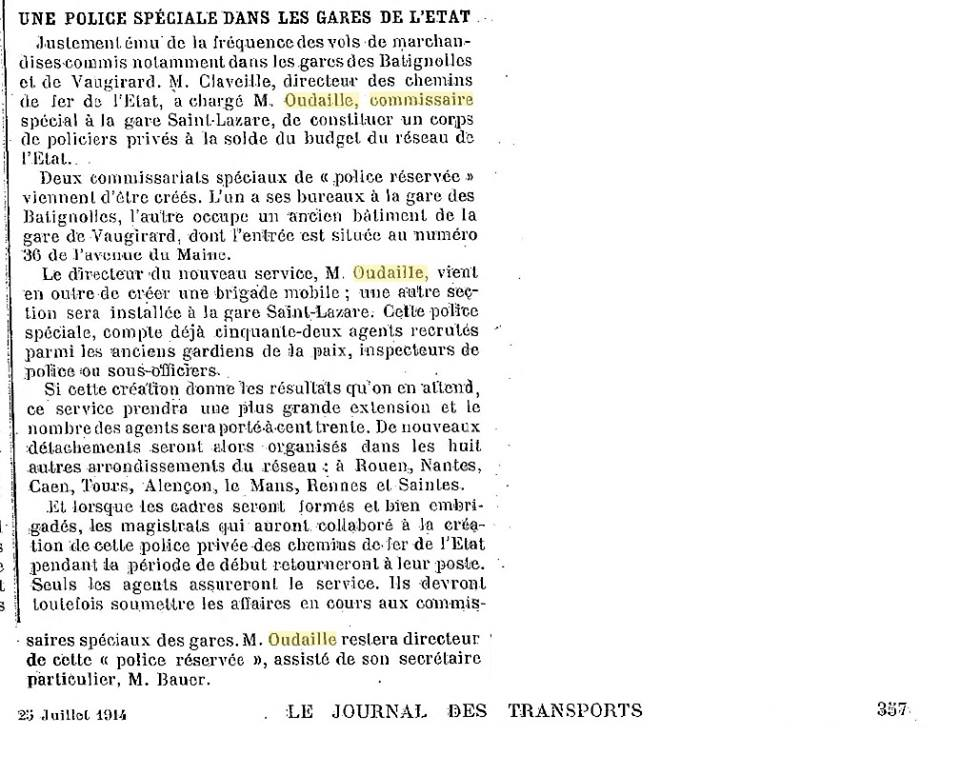
La création d'une Police Spéciale dans les gares de l'État. Le Journal des Transports, 25 juillet 1914, p. 357.

- Service de Surveillance des chemins de fer de l’État 1932-1939 (qui fait suite à la Police Générale des Chemins de fer de l'État 1914-1932) ;
- service de surveillance policière du réseau de la société PLM dit service de la police mobile du réseau (service placé sous l'autorité du chef de la 5e division de la société, ce qui lui valut le surnom de « La Cinquième » au sein de la société cheminote. Surnom dont la Suge hérita car elle dépendait à ses débuts de la 5e division de la SNCF) 1918-1939 ;
- service spécial de la Compagnie du Nord (nommé plus tard Service de répression des vols et des fraudes) 1918-1939. Ce service fut le premier à utiliser des chiens pour accompagner ses agents dans leurs missions. Et cela jusqu’à la nationalisation des Compagnies (1938). Ce service disposait également d'un chenil installé à Bécon-les-Bruyères de 1922 à 1932 date de sa suppression ;
- les polices spéciales de la Compagnie des chemins de fer du Midi (le Service de gardiennage des gares et la brigade spéciale de surveillance dite « la Spéciale » ou la « BSS ») 1919-1939[2].

Quant à la création du Service de la surveillance générale actuelle, elle est décidée le 1er mars 1939 par M. Surleau pour être effective au 10 août 1939 et cela en réorganisant les anciens services des anciennes compagnies en un seul avec une organisation unique, calquée sur l'organisation du service de surveillance de la région Ouest (chemins de fer de l’État) (Service de Surveillance des chemins de fer de l’État, ex police générale des chemins de fer de l'État créée en 1914). Elle était chargée de dépister et de réprimer les vols de marchandises remises à la SNCF. Elle est formée de vingt-quatre brigades régionales et d'une brigade appelée Paris Route (puis brigade SCETA) chargée du camionnage en région parisienne ; en complément une brigade nationale est chargée de renforcer les autres brigades mais aussi de s'assurer de leur bon fonctionnement. Cela fait de la Surveillance générale une des plus anciennes institutions de la SNCF et le premier service commun à avoir été créé.
Durant la Seconde Guerre mondiale, l’augmentation importante des vols de marchandises amena la SNCF à augmenter considérablement les effectifs de sa police des chemins de fer, composée de la surveillance générale et de la surveillance locale.
Une équipe mobile de surveillance (appartenant à la surveillance générale) de 176 agents fut même créée en octobre 1940 pour assurer la protection des trains sur les parcours qui étaient reconnus comme étant ceux où les vols étaient les plus fréquents, ou d'assurer la surveillance inopinée de certaines gares, la nuit.
L'armistice est demandé et signé le 22 juin 1940, ce dernier met les chemins de fer français et la SNCF à disposition de l'occupant. Pour les Allemands, la surveillance générale représente la police des chemins de fer. Mais les dirigeants du service indiquent aux services allemands qu'ils dépendent non pas de l’État mais bien des Chemins de fer.
À la suite d'une conférence des chefs de service de l'exploitation le 2 septembre 1941, il fut prescrit que : « Sauf instructions ultérieures contraires de M. le Directeur Général, le Service de Surveillance Générale ne doit pas intervenir dans l'action anticommuniste. Toutefois, il doit signaler les cas où les fouilles de paniers font découvrir des tracts. » Mais la dernière partie de la note n'est pas transmise par un grand nombre de responsables locaux et le service trouve ainsi le moyen d'éviter de dénoncer les différents mouvements de la résistance.

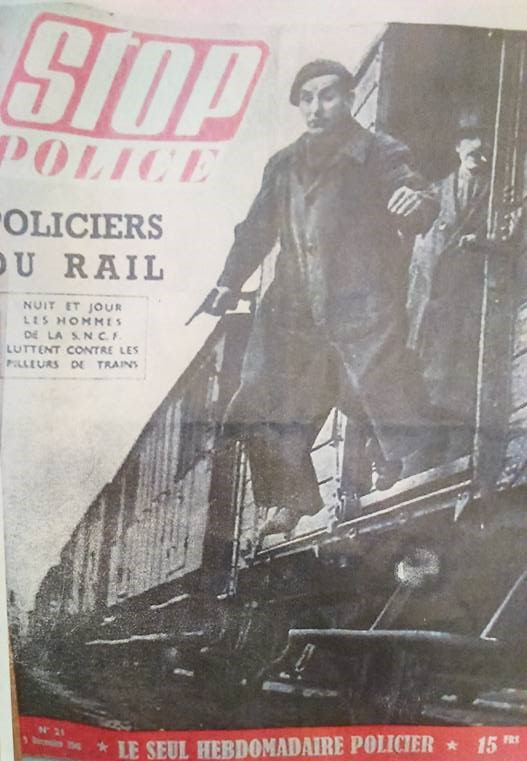
Policiers du Rail, nuit et jour les hommes de la SNCF luttent contre les pilleurs de trains. La surveillance générale (Suge) SNCF en 1945.

Grâce à ces initiatives, le service sort de la guerre sans avoir l'image d'un service de collaborateurs.
Paradoxalement, pendant toute la période de l'occupation allemande le personnel restera armé et sera pourvu d'une plaque d'identification métallique (en forme de losange) bilingue allemand/français (à compter du 14 novembre 1941 en zone nord d'occupation et du 22 septembre 1943 en zone sud).
Cette plaque sera remplacée par la suite à partir du 19 septembre 1944 par une plaque bilingue français/anglais elle-même remplacée en janvier 1947 par une nouvelle.
La surveillance générale fut chargée après la Seconde Guerre mondiale de la répression des actes dommageables au patrimoine de la compagnie. La création de la surveillance générale n'entraîna pas la suppression du Service de surveillance des établissements dénommé « Surveillance locale », terminologie générique désignant tant la protection des bagages et marchandises que celle du gardiennage des locaux (directions, arrondissements…). Les agents affectés aux circonscriptions exploitations (CEX) étaient dotés d'une carte de couleur beige et du même port d'arme que ceux de la SUGE. Les dernières « locales » ne subsistant plus que dans les CEX à Paris furent dissoutes dans le milieu des années 1980.
Au fil du temps la violence contre le personnel et les voyageurs a fait réorienter les missions de la SUGE : en 2000, 80 % des effectifs étaient consacrés à lutter contre les atteintes aux personnes.

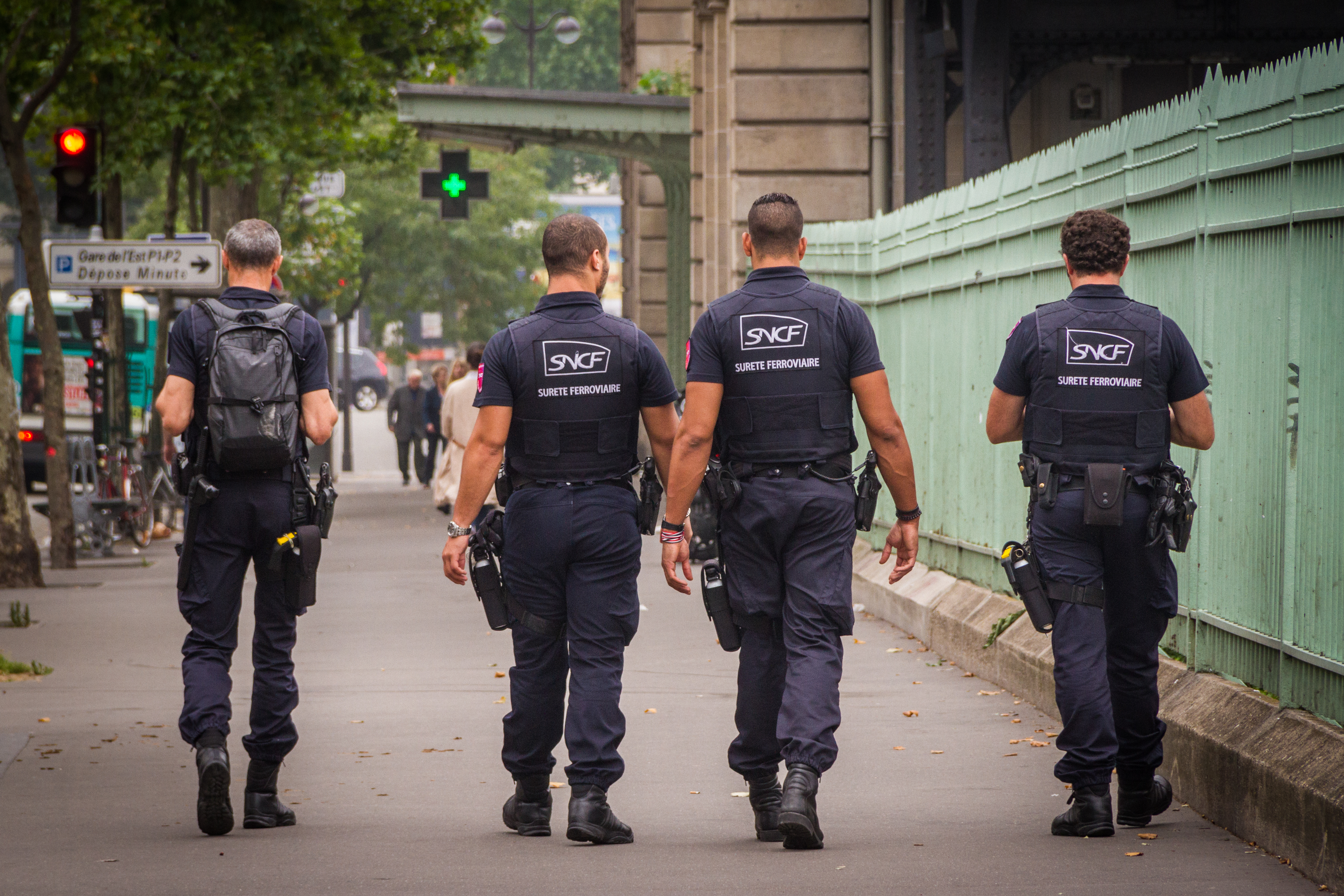
Sûreté ferroviaire à Paris Gare de l'Est en juillet 2014.

Dans la perspective de l’ouverture à la concurrence, la SNCF a radicalement changé les missions de la SUGE pour en faire un service supplémentaire pour les voyageurs.
Avant les années 1990, l’activité de la SUGE était surtout orientée vers les problèmes internes à l'entreprise ainsi que ceux créés par des clients indélicats ou des tiers. Les agents de la SUGE étaient uniquement recrutés en interne, ils avaient journellement des relations professionnelles avec les autres employés de la SNCF.
De plus, au moment de la guerre d'Algérie apparurent certaines pratiques liées aux mesures de police prises à cette époque (fouilles des véhicules, des paniers ou sacs) qui perdurèrent sans justification dans le temps laissant aux cheminots contrôlés un sentiment d'injustice.
Dans la même veine, l'encadrement de la SUGE a entretenu avec les syndicats dominants de la SNCF des relations conflictuelles allant jusqu'à la lutte anti-syndicale; en cela, ils furent moins avisés que leur prédécesseurs. Le surnom commun de la SUGE était « la cinquième » (surnom dont la SUGE hérita car elle dépendait à ses débuts de la 5e Division de la SNCF), et qui se transforma par jeu de mots pour les syndicats comme l'abréviation de « la cinquième colonne ».
Dans le domaine des appellations cheminotes parfois exagérées, les cadres chargés (tous services confondus) de s'assurer de la masse de travail journalier sur un poste précis étaient appelés « le Comité de la hache ».
Malgré les évolutions, la SUGE en conserve une image parfois négative en interne,.
Si une réputation sulfureuse a été attribuée à la SUGE, il faut rappeler que 90 % des affaires traitées mettaient en cause des tiers extérieurs à la SNCF pour des vols de marchandises, bagages, des cambriolages, vols à la tire (pickpockets), escroqueries par chéquiers volés…
L’évolution de la SUGE a commencé dans la région parisienne au début des années 1990. Le moteur de cette évolution était le mécontentement croissant du personnel SNCF et des voyageurs vis-à-vis des dégradations, des vols et des violences croissants dans les RER et les trains de banlieue. Pour répondre à la peur de la délinquance, le pouvoir politique crée une nouvelle unité de police en région parisienne : la Brigade de sûreté des chemins de fer (BSCF) qui évoluera au gré du temps en d'autres entités. Cette police est subventionnée en totalité par la SNCF.
En complément, il est demandé à la Direction Centrale de la SNCF d'appuyer ce nouveau corps de police par du personnel en tenue. Par ce fait, la SNCF a réorienté le travail de la SUGE en lui assignant comme tâche prioritaire la sécurisation des trains et des gares. Cette réorientation a transformé le travail des agents qui ont dès lors dû travailler en uniforme. Il en a été de même pour la RATP concernant cette nouvelle organisation.
L’ancienne SUGE, en civil, n’avait aucune visibilité pour la clientèle. Son utilité pour la SNCF est donc devenue obsolète quand les enjeux ont changé et que les objectifs ont été redéfinis. D’une logique de répression des délinquants, la SUGE est passée à une logique de présence et de dissuasion : il faut patrouiller en uniforme dans la gare, que les agents se voient, que leur travail se fasse au vu et au su de tous. Les cheminots ont donc eu une autre perception de la SUGE en tant que collègues.
Les transformations des missions de la SUGE s’inscrivent dans une logique commerciale et traduisent les enjeux commerciaux en matière de sécurité de la SNCF. Pour la direction des gares à la SNCF, la clientèle doit être rassurée quand elle montre des appréhensions.
C'est entre 2000 et 2001 que la transition d'une SUGE en civil armée à une SUGE en uniforme fut terminée, car le port de l'uniforme fut rendu obligatoire et le civil interdit (civil qui fut réautorisé non armée en 2007 et avec armes en 2016).
Avec la mise en place d'uniformes la SNCF décida en 1994 de donner l'appellation Police ferroviaire comme appellation publique à la Surveillance générale (sans toutefois abroger l'appellation Surveillance générale, SUGE, qui reste le nom interne du service).
En 1997, avec l'ouverture à la concurrence du trafic ferroviaire l'avenir de la SUGE se posa. Plusieurs options furent envisagées pour pouvoir faire bénéficier aux concurrents ferroviaires des prestations de la SUGE : transformation de la SUGE en filiale du groupe SNCF, intégration de la SUGE à RFF, etc. La question n'a pas été tranchée et fait partie de la réforme ferroviaire entamée par le gouvernement en 2013.
C'est la loi du 18 mars 2003 relative à la sécurité intérieure qui a « légalisé » l’existence de la SUGE (mais aussi des services équivalents de la RATP), après que des interrogations se soient fait jour sur la légitimité de ce service à exercer, notamment vis-à-vis des usagers, des missions à la limite des prérogatives des forces de l’ordre.
En 2006, il fut décidé au sein de la SNCF de transformer l'appellation police ferroviaire par celle de sûreté ferroviaire, à la suite de la fusion de la Surveillance générale et de la sûreté (appellation devenue indispensable pour éviter la confusion avec le nouveau Service national de la police ferroviaire (SNPF) de la police nationale créé en 2006 et qui fut jugée plus commerciale par la SNCF). Cette mutation de l'appellation du service fut effective fin 2009 avec l'arrivée d'un nouvel uniforme . La transition d'appellation et le changement d'uniforme furent réellement terminés fin 2010.
En 2011, le gouvernement se lance dans une politique de sécurisation des réseaux de transports en Île-de-France à la suite d'une forte hausse de la délinquance. Afin de réaliser cette politique le ministre de l'intérieur, Claude Guéant, demande à la SNCF de recruter 300 agents de sûreté ferroviaire sur un an ce qui fait passer les effectifs de la SUGE de 2 400 à 2 700 agents entre 2010 et fin 2011.
Le service est composé de cheminots sous statut SNCF, assermentés, agréés au relevé d'identité (avec une compétence nationale) et détenteurs d'une autorisation du port d’arme de catégories B et D (ex 4e et 6e catégories). Ils sont chargés dans leur domaine de compétence d’assurer la sécurité des personnes (voyageurs et agents), la protection des biens et installations de la SNCF et le respect du Code des transports (Anciennement Loi du 15 juillet 1845 sur la police des chemins de fer), du Décret no 2019-726 du 9 juillet 2019 (ex décret du 3 mai 2016 et ex décret du 22 mars 1942) et des Arrêtés préfectoraux types du 29 juin 1977 relatif à la police dans les parties des gares de chemins de fer d'intérêt général et de leurs dépendances accessibles au public].
En 2014, 2 873 agents sont déployés sur le réseau ferré français. Près de 60 % sont affectés à l'Île-de-France
Dans le cadre de la réforme ferroviaire, la SUGE est rattachée depuis le 1er janvier 2015 à l'établissement public SNCF de tête et ses compétences sont étendues à l'ensemble des entreprises ferroviaires (même étrangères) utilisatrices du réseau ferré national afin qu'elles puissent bénéficier de ce service avec leur accord (Décret no 2015-845 du 10 juillet 2015). La SUGE fait donc partie intégrante du nouveau groupe public ferroviaire SNCF. Le service de sûreté interne de la SNCF, composé essentiellement de la «surveillance générale» ( «la SUGE» ), est l’entité qui, au sein de l’EPIC de tête du groupe public ferroviaire, est chargée de la sécurité sur les emprises ferroviaires nécessaires à l’exploitation de services de transport ferroviaire et dans les véhicules de transport public qui y sont affectés.
Le 21 août 2015, un attentat est déjoué dans le train Thalys no 9364 reliant Amsterdam à Paris. Les premières forces de sécurité à pénétrer l'arme au poing après que la situation a été maîtrisée par trois passagers dans la voiture 12 du Thalys et à évacuer le terroriste étaient composées de trois agents de la Surveillance Générale d'Arras et de trois agents de la Police Nationale. Le président de la SNCF, Guillaume Pepy, annonce alors le renforcement des patrouilles dans les trains avec 3 000 agents de la Sûreté ferroviaire. Selon lui, la fermeture des quais et le contrôle systématique des bagages ne sont pas envisageables en raison d'un trafic vingt fois plus élevé que pour le transport aérien, les contrôles peuvent en revanche être faits aléatoirement.
Par la suite, les agents de la Surveillance Générale SNCF ont également été les premiers intervenants avec les convoyeurs de fonds LOOMIS, à porter assistance aux 3 policiers attaqués au marteau, le 6 juin 2017, sur le parvis de notre-dame à proximité de la sortie RER du même nom,.

Ancien blason de la SUGE (2010-2023).

La SUGE (étant l'un des acteurs essentiels dans la protection des réseaux ferroviaires) a vu dans ce contexte de lutte antiterroriste ses pouvoirs largement augmentés (fouilles de bagages, palpations, consultation de certains fichiers, retour de la verbalisation en civil et au civil armé, création de nouveaux délits),,,,. Les mesures proposées ont été examinées dans le cadre de la proposition de loi déposée par le député PS Gilles Savary a été débattue à partir de fin novembre 2015 au Parlement, qui simplifiait et renforçait la lutte contre la fraude,,. La loi définitive fut votée le 22 mars 2016, loi no 2016-339. Toujours dans le même contexte de lutte antiterroriste les effectifs de la SUGE doivent augmenter de 500 agents (pour atteindre 3300 agents) à la demande du ministère de l’intérieur.
Face à la montée en puissance de ce service et à la croissance de ses prérogatives, le législateur a prévu la création d'un code de déontologie par la loi du 22 mars 2016. Ce code a été établi par un décret pris en Conseil d'État,.
Afin de faciliter, les délais d'intervention de la Surveillance générale de la SNCF, le code de la route attribue certaines prérogatives à ce service.
Les véhicules routiers de la Sureté Ferroviaire sont repris dans le code de la route comme étant des Véhicules d'intérêt général bénéficiant de facilités de passage,. À ce titre, ils détiennent des avertisseurs sonore et lumineux spéciaux qu'ils peuvent utiliser dans les cas nécessités par l'urgence de leur mission et sous réserve de ne pas mettre en danger les autres usagers.
Lors de l'activation de ces avertisseurs sonore et lumineux, les règles sur les vitesses maximales autorisées et à l'emploi des avertisseurs la nuit ou en agglomération ne leur sont plus applicable sur autoroute et route express, les dispositions relatives,. L'utilisation de ces prorogatives données par le code de la route sont réglementées.
Certains législateurs ont émis le souhait de voir les prérogatives routières de la sûreté ferroviaire étendues en attribuant à ces véhicules d'intérêt général le caractère prioritaire dans la circulation. Leur permettant entre autres de ne pas respecter les arrêts au feu rouge en cas d'intervention dont la nature peut justifier une arrivée prioritaire sur un lieu présentant un danger important . Ce souhait n'a pour l'instant pas été suivi de changement dans la règlementation.
Dans le cadre de la lutte contre l'épidémie du COVID 19, les pouvoirs de la Sûreté ferroviaire ont été augmentés. Durant l'état d'urgence sanitaire, le Décret no 2020-663 du 31 mai 2020 (prescrivant les mesures générales nécessaires pour faire face à l'épidémie de covid-19 dans le cadre de l'état d'urgence sanitaire) a donné pour mission de faire respecter les obligations imposées par cette législation d'exception (contrôle des attestations dérogatoires de déplacement, port du masque etc.). Prérogatives qui ont été confirmées et prolongées à la sortie de l'état d'urgence sanitaire par le Décret no 2020-860 du 10 juillet 2020.
La sureté ferroviaire a complété l'effort des forces de sécurité intérieure dans la lutte contre l'épidémie de COVID19 dans les transports ferroviaires.

## Missions

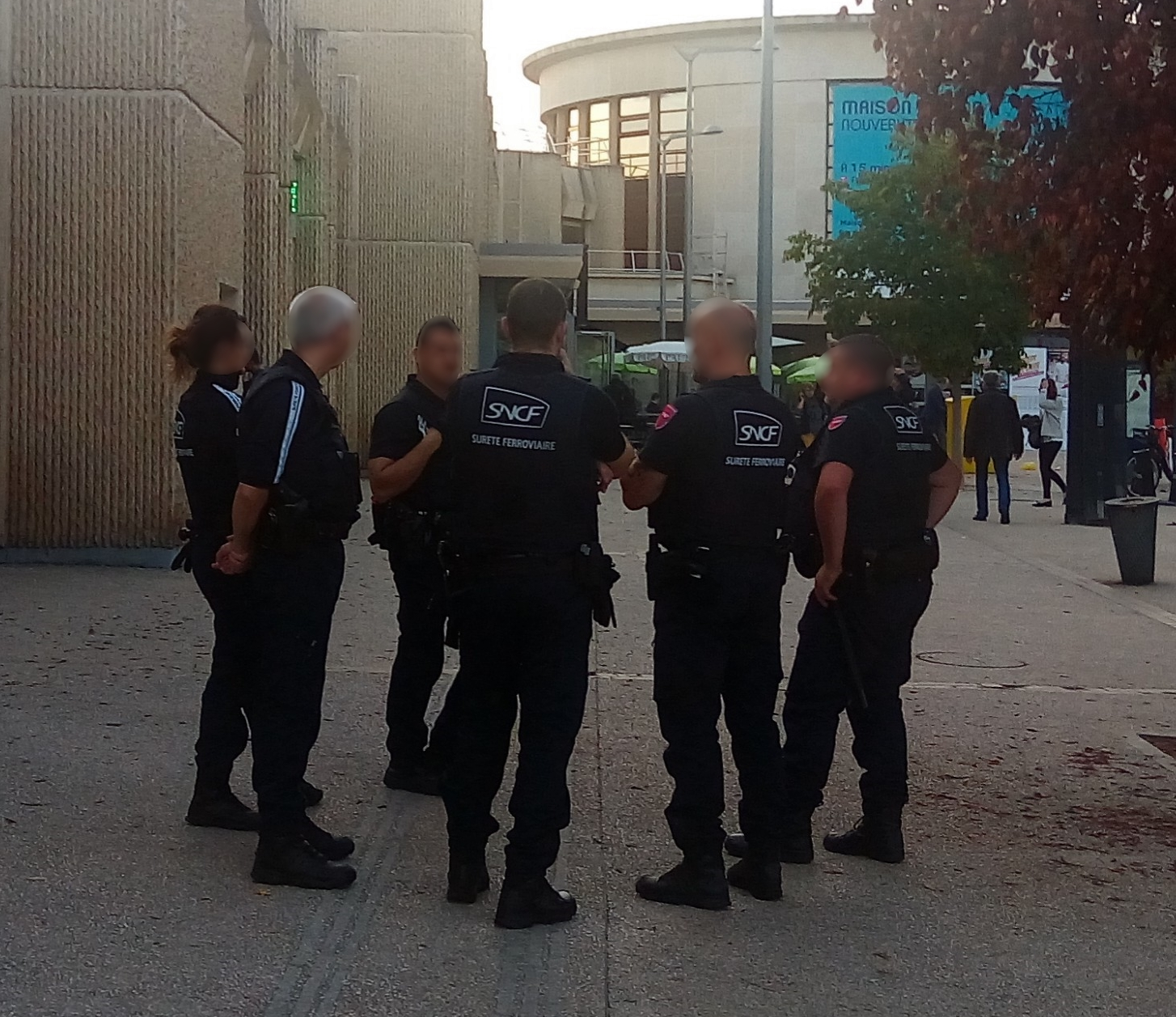
Agents de la sûreté ferroviaire à Dijon

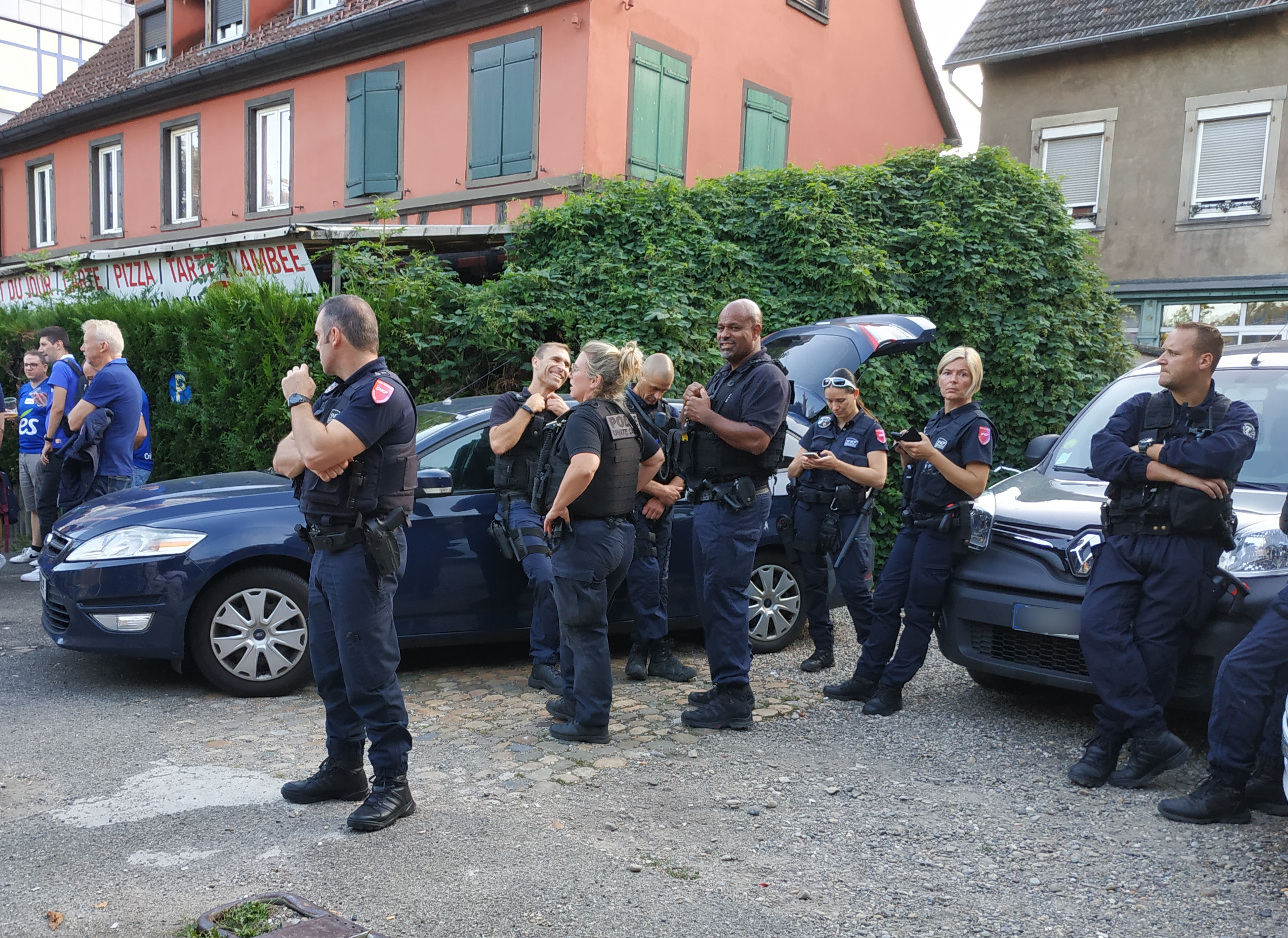
Sûreté ferroviaire à proximité d'une gare à Strasbourg, en accompagnement de la police nationale.

Les missions principales du service sont la prévention des infractions, intervenir sur les faits de sûreté et assurer la sûreté économique et financière de l’entreprise (lutte contre la fraude et la délinquance financière tant interne qu'externe à l'entreprise),. L'on peut résumer ses missions en quatre mots : Conseiller, Prévenir, Protéger et Intervenir.
Ces missions sont réalisées en tenue d'uniforme ou en tenue civile armée. Ils ont aussi la possibilité de travailler sur la voie publique (Décret no 2019-726 du 9 juillet 2019 anciennement décret 2007-1322 du 7 septembre 2007),.
Les agents de la SUGE  peuvent relever par procès-verbal les infractions à la Police du transport ferroviaire et obtenir l'identité du contrevenant par recueil et relevé d’identité , procéder à l'interpellation des auteurs de crimes et délits en vertu des articles 53 et 73 du Code de Procédure Pénale. Ils peuvent réaliser la saisie des marchandises et mises en vente sans autorisation, réaliser des injonctions de descendre du train, des injonctions à sortir des enceintes ferroviaires, interdire l'accès aux trains ainsi que de réaliser des Inspections visuelles, fouilles de bagages et des palpations de sécurité.
Pour réaliser ses missions, plusieurs services existent au sein de la Suge :
- Unité cynophile : Les agents cynophiles viennent en appui des agents Suge suivant les missions prévues et cela depuis la création de leur service en 1981[58],[59] (les premiers maîtres-chiens ont fait leur entrée à la SUGE dans les années 1970). Le pôle d'activité cynophile se trouve à Villeneuve-Saint-Georges dans la région de Paris Sud-Est. Dans les années 1990, il y avait en moyenne 62 équipages cynophiles sur le territoire national. À ce jour (2014) il n'en reste plus que 20 opérationnels. En plus des chiens de défense, la SUGE dispose aussi de chien détecteur d'explosifs. Fin 2017 la SUGE dispose dans ses rangs de 20 équipes cynophiles de détection d'explosif opérationnelles sur le réseau ferroviaire[60] et devrait passer à 30 unités d'ici 2018. Unité rattachée à la direction de la sûreté au sein du département des forces projetables spécialisées.

- Cellules et groupes d'investigations :
  - Sûreté économique et financière (SEF): ce groupe est chargé de la lutte contre la fraude et la délinquance financière tant interne qu'externe à l'entreprise. Cette activité est chargée de procéder à toutes les investigations pour lutter contre les vols et escroqueries envers les clients et la SNCF. Son rôle est de prévenir les atteintes aux intérêts financiers et intellectuels de l'entreprise.
  - Groupe de Protection des biens des voyageurs (ex; Sûreté des biens des clients) dite équipe Vol tir train (VTT) : ce groupe en civil est chargé de la lutte contre les pickpockets. Unité rattachée à la direction de la sûreté au sein du département des forces projetables spécialisées.
  - CAPR (cellule d'appui de protection du Réseau), et CAPM (cellule d'appui de protection des métaux) : cellules chargées de la lutte contre les vols de métaux et délits ciblant les infrastructures. Directement rattachées aux Directions de Zone Sûreté, ces cellules disposent de moyens techniques spécifiques[61] et de prérogatives élargies[62]. La CAPR est, dans son domaine de compétence, à la fois une cellule de coordination des moyens, de centralisation et de diffusion des informations, ainsi qu'une unité opérationnelle.
  - Groupe fret infra tag (FIT) : composé de cellules qui enquêtent sur le vol de fret, les manques de sécurité dans les infrastructures et l'identification des tagueurs[63],[64].
- Équipe d'assistance rapide (EAR)[65]: Une EAR est basée à proximité des gares de Paris-Est et Paris-Nord, composée de 95 agents commerciaux et de la sûreté ferroviaire qui a pour but d'assister les voyageurs lors des situations perturbées[66] sur toute l'Île-de-France. 5 équipes se relaient avec un système d'astreinte pour intervenir tous les jours de l'année, y compris de nuit. Les agents sont formés sur plusieurs items : négociation complexe, transbordement, produits Transilien et SNCF Voyages. Dépendant de la région de Paris Nord, l'EAR est un établissement à lui seul, et son directeur prend ses ordres directement auprès du Directeur des Opérations ferroviaires ; la chaîne hiérarchique très courte permet une très grande réactivité et mobilité. Cette unité a été créée en 2010 à la suite de l'émeute des usagers du 13 janvier 2009 en gare Saint-Lazare. Cette émeute faisait suite à une longue grève spontanée des conducteurs de trains ayant pour origine le futur service 2010 et leurs roulements, les clients ayant été laissés sans informations. Quelques jours plus tard, la fermeture totale de la gare avait été décrétée par crainte de débordements de foule. Notons qu'une deuxième EAR existe pour la ville de Lyon avec des missions équivalentes, composée de 25 agents commerciaux et 25 agents SUGE[67]. Unité rattachée à la direction de la sûreté au sein du département des forces projetables spécialisées.
- Brigade Nationale : majoritairement composée d'agents de maîtrises chargés de renforcer les Brigades Régionales et de s'assurer de leur bon fonctionnement. Une unité spécifique lui fut adjointe créée pour assurer la protection personnelle des présidents de la SNCF dans les années 1980-1990, à la suite des menaces d'attentats du groupe Action directe. Elle était équipée de Revolver Manurhin MR73 357 Magnum et de fusil à pompe. Cette unité a été dissoute.
- Unité nationale train (UNT): Cette unité avait comme particularité d'avoir un temps de réaction très rapide, les agents devant être en mesure de partir en mission dans un temps très court. Cette équipe assurait l'accompagnement de trains de nuits, de trains grandes lignes et de trains partant à l'international. De nos jours cette unité n'existe plus en tant que telle, elle a été intégrée à l'UNIR sous le nom de Groupe d'appui opérationnel (GAO) en 2012.
- Unité nationale d'intervention rapide (UNIR) : l’Unité nationale d’intervention rapide (UNIR), créée en 2010, forte de 150 hommes est déployable partout en France en cas de crise quand la situation l’exige afin de renforcer les équipes locales[68]. L'UNIR a en son sein plusieurs groupes spécialisés : le Groupe d'appui opérationnel (GAO) créé en 2012 et composé de 12 agents; le Groupe de protection des infrastructures (GPI). Unité rattachée à la direction de la sûreté au sein du département des forces projetables spécialisées.
- Université de la sûreté (UDS) : lieu de formation de tous les agents Suge, créée en avril 2000 sous le nom d’École nationale sûreté. A obtenu le statut d'organisme de formation en 2018.
- Unité de patrouilleurs virtuels : ils patrouillent ainsi de gare en gare, grâce aux caméras, afin de détecter des situations potentiellement dangereuses, et d’alerter les agents qui sont sur le secteur[69]. Grâce à cette unité les agents de la sûreté ferroviaire peuvent désormais constater et verbaliser les infractions non tarifaires grâce à la vidéoverbalisation[70]. En pratique, l’intervention s’articule de façon complémentaire entre l’agent constatant les faits (l’opérateur vidéo) qui alerte l’agent verbalisateur sur place (le rédacteur du PV), tous deux assermentés.
- Poste de commandement national sûreté (PCNS) ex PC SUGE : créé en 2001, pour assister et coordonner ses équipes SUGE, la SNCF dispose du poste de commandement national sûreté (PCNS) centralisé à Paris et de quatre succursales (« tables ») délocalisées à Marseille, Lille, Strasbourg et Lyon. Le PCNS compte 60 opérateurs agents de la sûreté ferroviaire qui répondent aux appels des agents SNCF et leur viennent en aide 24h/24 et 7j/7.
- Centre national de téléprotection sûreté CNTS (depuis 2014 ex-Centre national de télésurveillance (CNT)) situé à Paris, ce centre est chargé de la surveillance de tous les systèmes d'alarmes des infrastructures ferroviaires. Il s'occupe de réceptionner les déclenchements d'alarmes, réaliser les levés de doutes et d'engager les effectifs SUGE si nécessaire. Il gère les alarmes de 3000 sites sensibles. Depuis le 14 Juin 2021, c'est l'entité qui se charge de la réception et du traitement des appels et SMS du numéro d'alerte 3117 et 31777. A cet effet, les effectifs ont été augmentés. Les appels sûreté sont ensuite rediriger vers le PCNS situé dans la même salle de commandement[71].
- Unité aérienne d’inspection du réseau SNCF (U AIR SNCF) : crée en 2014, cette unité d'une composée d'un autogire, d'un ULM biplace et d'un pôle drone (une dizaine d'appareils) d'une quinzaine de personnes. Cette dernière n'est pas constituée intégralement d'agents de la SUGE. D'anciens militaires, pilotes de drones, y ont été intégrés. La mission de cette unité est de concourir à la sûreté des installations, en facilitant la surveillance des 30 000 kilomètres de voies. « Il s’agit d’empêcher les intrusions sur les installations, les dégradations, et les vols ». Pour ces missions, la SUGE utilise des nanodrones ainsi qu'un autogire[72],[73],[74].
- Département des forces projetables : Unité rattachée à la direction de la sûreté, dans laquelle sont regroupées les unités spécialisées (EAR, UNIR, Groupe de protection des biens et des voyageurs, unité cynophile etc).

Ces cheminots travaillent en coopération avec le GPSR (police de la RATP), le service national de la police ferroviaire, la Police régionale des transports (service subventionné par la SNCF : locaux, véhicules, moyens informatiques, gazeuses lacrymogène, téléphones…) ainsi que la Gendarmerie nationale.

## Moyens humains
| Année          | effectifs    |
| -------------- | ------------ |
| 1939           | 460 agents   |
| Janvier 1942   | 927 agents   |
| Septembre 1942 | 1 094 agents |

### La Surveillance Générale
| Année        | effectifs                                                      |
| ------------ | -------------------------------------------------------------- |
| 1939         | 269 agents                                                     |
| Janvier 1942 | 585 agents (dont 176 dans les équipes mobiles de surveillance) |
| Juin 1942    | 697 agents                                                     |
| 1989         | 800 agents                                                     |
| 1993         | 900 agents                                                     |
| 1995         | 1 100 agents                                                   |
| 1999         | 1 600 agents (dont 700 en Île-de-France)                       |
| 2000         | 1 700 agents                                                   |
| 2001         | 1 800 agents                                                   |
| 2003         | 2 100 agents                                                   |
| 2005         | 2 200 agents (dont 1 100 en Île-de-France)                     |
| 2006         | 2 200 agents                                                   |
| 2009         | 2 300 agents                                                   |
| 2010         | 2 404 agents                                                   |
| 2011         | 2 454 agents,                                                  |
| 2012         | 2 697 agents                                                   |
| 2013         | 2 789 agents (dont 1 400 en Île-de-France)                     |
| 2014         | 2 873 agents (dont 60 % en région parisienne)                  |
| 2015         | 2 876 agents, 2 871 agents en fin d'année                      |
| 2016         | 2 853 agents, 2 966 agents en fin d'année                      |
| 2017         | 2 934 agents, 3 035 agents en fin d'année                      |
| 2019         | 2 800 agents                                                   |

## Moyens matériels

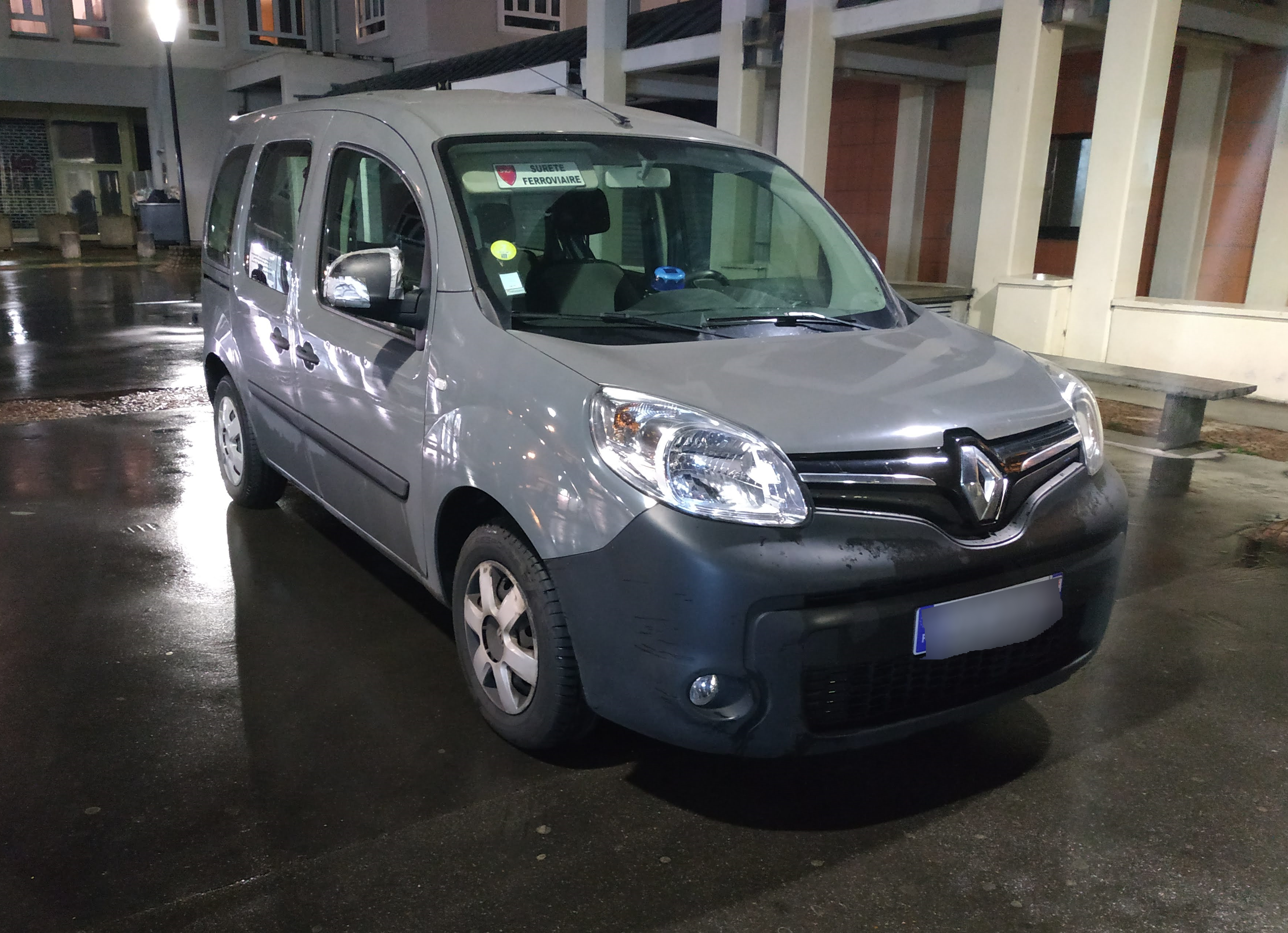
Renault Kangoo, banalisé mais doté d'un feux à éclats et d'un avertisseur sonore trois-tons, et d'un marquage intérieur Sûreté ferroviaire

### Moyens radios
La Suge dispose de son propre réseau radio pour assurer ses missions.
Le réseau radio Iris2 (norme Tetra) de la SNCF remplace l'ancien réseau de communication SNCF Iris (norme Tetrapol en duplex sur les bandes 410,00 à 414,50 MHz (6 canaux duplex + 2 canaux simplex, shift[C'est-à-dire ?] de + 10 MHz pour les canaux duplex)).
La société Thalès a remporté le marché du renouvellement du réseau de communication. L'exploitation de ce réseau a pris fin en 2020 et a été remplacé par un nouveau réseau de communication RRF (Réseau Radio du Futur). A cet effet de nouveaux terminaux radio sont déployés : des smartphones durcis et dédiés utilisant le réseau 4G (SFR Business) avec priorité d'occupation du réseau en cas de saturation ; ils sont associés à des poires Bluetooth qui permettent de déporter micro, haut-parleur, sélection de la région radio et bouton d'alerte.

### Armements

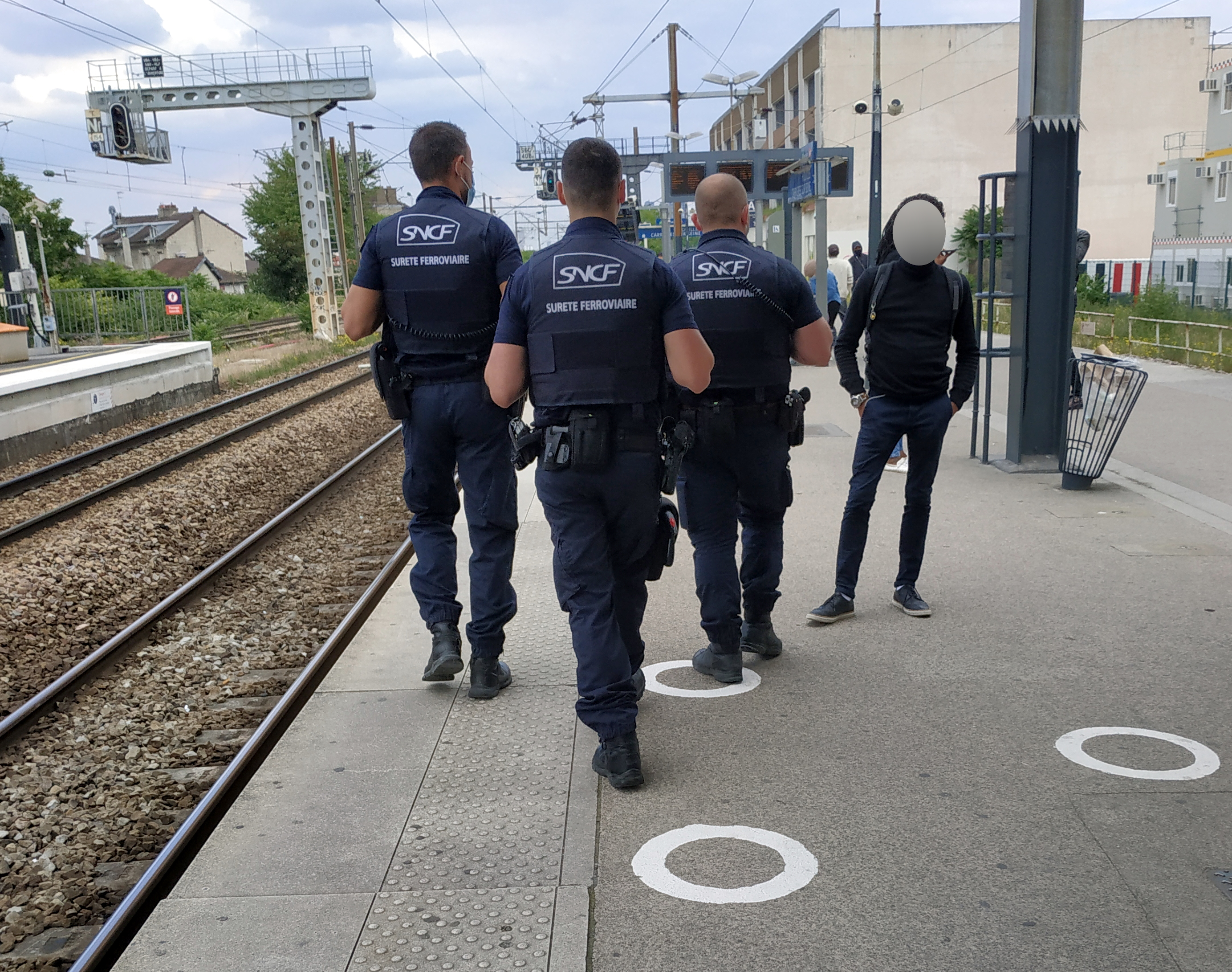
Vue de l'équipement des agents de la SUGE : gilet pare-balles et armes à feu.

Les agents de la Suge ont toujours été armés pour assurer leurs missions. Au cours de leur histoire, différents textes leur ont permis d’être armés avec de nombreux types d'armement différents allant des fusils de guerre au pistolet mitrailleur et du fusil à pompe à l'arme de poing. Après la seconde guerre mondiale c'est l'Arrêté du 30 avril 1945 (du Journal officiel République française  (JORF) du 8 mai 1945 page 2603) qui réglemente l'armement dont ils peuvent disposer. Arrêté qui sera remplacé par l'arrêté interministériel du 10 Juin 1964 (J.O. du 18 juin 1964 – page 5280) (entre le "ministère de l’intérieur" et le "ministère des Travaux Publics et des Transports"). Autorisant les agents des services de surveillance générale (SUGE) et locale à détenir et porter l’armement de 1re catégorie (§1 et §2) et de la 4e catégorie (actuelles catégories B, B 1°, B 2°, B 4°, C 1°). Ce dernier arrêté ayant été abrogé et remplacé par le Décret no 2000-1135 du 24 novembre 2000 qui a considérablement réduit les catégories d'armes pouvant être détenues par les agents de la SUGE. Dernièrement, le décret n° 2000-1135 du 24 novembre 2000 a été remplacé par le Décret no 2019-726 du 9 juillet 2019.
Armement actuel:
- pistolet Sig Sauer P320 Compact en 9mm Parabellum à munitions expansives [84] ;
- pistolet Sig Sauer P365 en 9mm à munitions expansives[85] ;
- revolver Ruger SP 101 en .38 Spécial (ancienne arme de la police nationale en dotation à la Suge depuis 1989) ;
- pistolet Beretta 85 FS en calibre 7,65mm (arme utilisée par un seul agent du service) ;
- bâton de protection à poignée latérale, tonfa (en dotation depuis 2000) ;
- bâton de protection télescopique (en dotation depuis 2013) ;
- bombe lacrymogène 300 ml ;
- videuse lacrymogène (dite dispersante) ;
- gilet de protection (gilet pare-balles)[86].

Les agents de la Suge sont également dotés depuis 2019 d'un bouclier défensif pliable afin de faire face aux jets de projectiles.
Armement ayant équipé les agents par le passé :
- Fusil Lebel modèle 1886 8 mm
- Revolver Mas 1873-1874 11 et 12 mm
- Revolver d'ordonnance modèle 1892 8 mm
- Pistolet Walter PPK en calibre 7,65 mm, notamment fabriqués sous licence par Manurhin.
- Pistolet FN 1910 et 1910/22 en calibre 7,65mm.
- Pistolet MAB D en calibre 7,65 mm.

- Pistolet Mitrailleur Sten 9 mm Parabellum (quelques modèles de ce PM ont été retrouvés dans les arsenaux de la Suge; essentiellement utilisés dans les périodes troubles (l'après 2e guerre, guerre Algérie) pour les accompagnements de fonds de la « paie » qui était effectuée uniquement en espèces à cette époque).

- Revolver Ruger Ruger SP 101 en .38 Special  (exemplaires qui appartenaient aux 10000 Ruger de la police nationale et qui ont été cédés aux polices municipales et ferroviaire jusqu'à l'autorisation des agents à posséder des modèles 9mm Parabellum ou .357).

- Revolver Manurhin MR 73 357 Magnum (arme en dotation jusqu'en 2000 pour les agents qui étaient chargés d'assurer la protection du président de la SNCF)
- Fusil à Pompe calibre 12 (arme en dotation jusqu'en 2000 pour les agents qui étaient chargés d'assurer la protection du président de la SNCF)
- Pistolet Ruger P94 9 mm Parabellum (arme abandonnée en 2000 après réforme de la législation n'autorisant plus le service à détenir d'armes de 1re catégorie dite "armes de guerre" , calibre ré autorisé par le Décret no 2016-1616 du 28 novembre 2016[87] et repris par le 1 Décret no 2019-726 du 9 juillet 2019[88].
- Matraque en caoutchouc (dite gomme) abandonnée en 2000 et remplacée par le tonfa

## Formation
La formation des agents durait 24 semaines au sein de l’ex École nationale sûreté de la SNCF en alternant cours et stage sur le terrain, se finalisant par le passage d'un constat d'aptitude portant sur les matières théoriques. Cette formation a été reformée et les stages sur le terrain ont été supprimés. Depuis 2013, l'école nationale de la sûreté (ENS) a pris le nom d'Université de la sûreté (UdSûr). La nouvelle formation est constituée de cours de droit pénal, de réglementations internes SNCF, de cours de techniques professionnelles d'intervention (TIS : Techniques d'Interventions SUGE), d’entraînement au tir, etc. Elle dure aujourd'hui 8 mois : 4 mois de formation théorique et 4 mois de formation pratique. Les stagiaires sont soumis à des contrôles de connaissances continus, menant à un constat d'aptitude théorique. Ils sont ensuite  présentés à une épreuve technique de mise en situation (gestion d'une simulation d'intervention / interpellation, respect du cadre légal, menottage, maniement du tonfa et / ou bâton télescopique), et à un parcours de tir chronométré. L'échec à l'une des épreuves est éliminatoire. Après leur réussite, les nouveaux agents intègrent le service en tant qu'agent non titularisé (pour les embauchés externes) durant 1 an.
Les agents peuvent aussi suivre un cursus d'alternance : le Brevet Professionnel Agent technique de sécurité dans les transports. La formation alterne entre un lycée professionnel et l'Université de la Sûreté, diplômant les agents au bout de 2 ans.
L'université de la sûreté étant reconnue comme organisme de formation, la formation d'agent de la sûreté ferroviaire a obtenu la reconnaissance officielle de l’éducation nationale : Brevet Professionnel agent technique de sécurité dans les transports.

## Structure hiérarchique
Selon un schéma pyramidal, la SUGE est hiérarchisée comme suit : Président SNCF / Directeur Risques Sécurité Sûreté / Directeur de la Sûreté Ferroviaire / Directeur de Zone Sûreté / Chef d'Unité Opérationnelle et Adjoint / Dirigeant de proximité et Assistant / Agent.
Un conseiller gendarmerie, un conseiller police, officiers supérieurs de ces corps ainsi qu'un magistrat sont affectés au sein de la Direction de la Sûreté.
La SUGE intègre d'ex-officiers ou sous-officiers de la police et de la gendarmerie, affectés à des postes de direction SUGE. En règle générale, ces personnels obtiennent un grade de dirigeant SUGE.

## Liste des directeurs de la Sûreté
- Gérard Goussot (1985 env - 1990)
- Mr Broenner (Direction Juridique)
- Raymond Viricelle (Direction Juridique)
- Marcel Hacquebart (1994)
- Michel Boucaud (1995 - 1997)
- Gilles de Chanterac (1998 - 1999) Mission Centrale Sûreté
- Alain Walmetz (1999 - 2001)
- Christian Rivet
- Jean Jacques Henry
- Michel Villar (2010 - 2011)
- Didier Schwartz (2011 - 2015)[91]
- Christian Lambert[92]  (2015 - 2017)
- Céline Sibert (2017-2020)
- Christophe Merlin (2020-2021)
- Xavier Roche

## Sportifs de la SUGE
- Torann Maizeroi – Taekwondo (-74 kg) -

Vice-Champion d’Europe en 2014 et plusieurs fois Champion de France, agent de la sûreté ferroviaire
- Nicolas Lejeune – Skeet Olympique  -

Double médaillé de France, participe aux JO 2024, agent de la sûreté ferroviaire
- Cyrille Maret – Judo (-100 kg) -

Médaillé de bronze aux Championnats d’Europe en 2014 et 2015, Champion de France en 2013 et Vice-Champion de France en 2014, agent de la sûreté ferroviaire à Paris Gare de Lyon. Médaillé de bronze aux Jeux olympiques de Rio en 2016

## Dans la culture populaire

### Bandes dessinées
- La Brigade du rail sur la SUGE des années 1950-1960 :
  - La Brigade du rail, tome 1 : Le Tueur du Lyon-Genève Album – 16 janvier 2014, de Olivier Jolivet (illustrations), Sylvaine Scomazzon (avec la contribution de), Frédéric Marniquet (scénario) ;
  - La Brigade du rail, tome 2 : Les naufragés de Malpasset Album – 28 novembre 2014, de Olivier Jolivet (illustrations), Frédéric Marniquet (scénario) ;
  - La Brigade du rail, tome 3 : Requiem chez les cheminots Album – 28 août 2015, de Frédéric Marniquet (auteur), Olivier Jolivet (illustrations), Sylvaine Scomazzon (Avec la contribution de) ;
  - La Brigade du rail, tome 4 : L'inconnue du Paris-Marseille Album – 4 mars 2016, de Olivier Jolivet (illustrations), Rémi Le Capon (avec la contribution de), Frédéric Marniquet (scénario).
- Les Flics du rail, BD thriller sur la SUGE:
  - Flics du rail, tome 1: Menaces sur le Paris-Bruxelles Album - mars 2020, de Marniquet Frédéric, Laplagne Gilles.

### Cinéma
- Le 15h17 pour Paris, De Clint Eastwood. Film Américain, en 2018. La SUGE est visible lors de l'intervention des forces de l'ordre pendant l'arrêt en gare.
- Hors Normes, De Eric Toledano et Olivier Nakache, en 2019. La SUGE est visible à deux reprises lors d'actions se passant dans le RER C (Paris).

### Littérature
- Policiers dans la ville; Christian Chevandier; folio histoire, Gallimard, 2012; P 117-118
- Histoire des polices en France, De l'ancien régime à nos jours; Jean-Marc Berlière et René Lévy; Nouveau monde édition, 2013, p 663 et p 666